# Reprezentacja Nowej Zelandii U-19 w rugby union mężczyzn
Reprezentacja Nowej Zelandii U-19 w rugby union mężczyzn – juniorski zespół Nowej Zelandii w rugby union. Za jego funkcjonowanie odpowiedzialny był New Zealand Rugby Union, członek IRB oraz FORU.
Zespół po raz pierwszy zebrał się w 1990 roku. Od 1999 uczestniczył w mistrzostwach świata w tej kategorii wiekowej triumfując w nich w latach 1999, 2001, 2002, 2004 i 2007.
W 2008 roku z uwagi na reformę rozgrywek juniorskich dokonaną przez IRB wraz z kadrą U-21 ustąpił miejsca reprezentacji U-20.